# La Bisbal del Penedès
La Bisbal del Penedès là một đô thị thuộc tỉnh Tarragona trong cộng đồng tự trị Catalonia, phía bắc Tây Ban Nha. Đô thị này có diện tích là 32,54 ki-lô-mét vuông, dân số năm 2009 là 3397 người với mật độ 104,39 người/km². Đô thị này có cự ly km so với Tarragona.